# Тексас
Вижте пояснителната страница за други значения на Тексас.
Тексас (на испански: Texas или Tejas (Техас); означава „приятел“ на местния индиански език) е щат в САЩ. Тексас е вторият по брой население (след щата Калифорния) и вторият по големина щат на САЩ (след Аляска). Географски той се намира в южната централна част на страната, като споделя международната граница с мексиканските щати Чиуауа, Коауила, Нуево Леон и Тамаулипас на юг и граничи с американските щати Ню Мексико на запад, Оклахома на север, Арканзас на североизток, и Луизиана на изток. Тексас е с обща площ от 695 626 km², от които 678 045 km² суша и 17 581 km² вода (2,52%). Броят на населението е нарастващо, с 27 469 114 жители (2015).
Град Хюстън с население 2 195 914 (2010) е най-големият град в Тексас и четвъртият по големина град в САЩ, докато град Сан Антонио е вторият по големина в щата и седмият по големина град в САЩ. Далас-Форт-Уърт и Грейтър Хюстън са четвъртите и петите по-големина урбанизирани зони в САЩ. Други големи градове са Ел Пасо и Остин – столицата на щата. Прякорът на Тексас е „Щатът на самотната звезда“.
През 1845 г. щатът Тексас се присъединява към САЩ, като става 28-ия щат. Известно време той е отделна република, отделила се от Мексико.

## География
Тексас е вторият по-големина американски щат след Аляска, с площ от 696 241 km². Площта му е с 10% по-голяма от Франция и почти два пъти колкото Германия или Япония, като той се нарежда на 27-о място в света по размер. Ако беше независима държава, Тексас щеше бъде 40-а по големина на площта си държава в света след Чили и Замбия.
Тексас се намира в южноцентралната част на САЩ. Три от неговите граници се определят от реки. Рио Гранде формира естествената граница с мексиканските щати Чиуауа, Коауила, Нуево Леон и Тамаулипас на юг. Ред Ривър (Червената река) е естествена граница с щатите Оклахома и Арканзас на север. Река Сабин образува естествена граница с щат Луизиана на изток. Тексаският издатък (панхендъл) има като източна и северна граница щат Оклахома (съответно при 100° западна дължина и 36°30 северна ширина), а на запад граничи с щат Ню Мексико (при 103° западна дължина). Град Ел Пасо е разположен в западния край на щата при Рио Гранде, на 32° северна ширина.
Поради своя размер и геоложки характеристики като разлома Балконис, Тексас има разнообразни земни форми, които много приличат на американския юг и югозапад. Въпреки че щатът популярно се асоциира с Югозападните пустини, по-малко от 10% от площта му е пустинна. Повечето от населените места се намират в районите на бивши прерии, пасища, гори и по крайбрежието. Преминавайки от изток на запад, теренът варира от крайбрежни блата и иглолистна гора (Пайни Удс, която е самостоятелен екорегион), до пясъчни равнини и скалисти хълмове, и накрая пустинята и рядко населените планини на района Биг Бенд.

## Градове
Към 1 юли 2013 г. в Тексас има 36 града с население над 100 000 души. Това са:
1. Хюстън
2. Сан Антонио
3. Далас
4. Остин
5. Форт Уърт
6. Ел Пасо
7. Арлингтън
8. Корпъс Кристи
9. Плейноу
10. Ларедо
11. Лъбък
12. Гарланд
13. Ървинг
14. Амарило
15. Гранд Прери
16. Браунсвил
17. Пасадина
18. Маккини
19. Мескит
20. Килийн
21. Фриско
22. Макалън
23. Уейкоу
24. Карълтън
25. Мидланд
26. Дентън
27. Абълийн
28. Бомонт
29. Одеса
30. Раунд Рок
31. Уичита Фолс
32. Ричардсън
33. Луисвил
34. Тайлър
35. Перланд
36. Колидж Стейшън

Други градове
- Единбърг
- Елдорадо
- Колдуел
- Лонгвю
- Санта Клара
- Уаксахачи
- Увалде
- Уийлър
- Фредериксбърг
- Джорджтаун

## Градчета
- Сан Саба

## Окръзи
Тексас е съставен от 254 окръга, повече от всеки друг щат:
1. Айриън
2. Андерсън
3. Анджелина
4. Андрюс
5. Арансас
6. Армстронг
7. Арчър
8. Атаскоса
9. Бандера
10. Боски
11. Бастроп
12. Бейли
13. Бейлър
14. Бел
15. Беър
16. Бий
17. Бланко
18. Бордън
19. Боуи
20. Бразория
21. Бразос
22. Браун
23. Брискоу
24. Брукс
25. Брустър
26. Бърлсън
27. Бърнит
28. Вал Верде
29. Вал Занд
30. Вашингтон
31. Виктория
32. Галвистън
33. Гарза
34. Гейнс
35. Гилеспи
36. Гласкок
37. Голиад
38. Гонзалес
39. Грег
40. Грей
41. Грейсън
42. Гримс
43. Гуадалупе
44. Далас
45. Далъм
46. Делта
47. Дентън
48. ДеУит
49. Деф Смит
50. Джак
51. Джаксън
52. Джаспър
53. Джеф Дейвис
54. Джеферсън
55. Джим Уелс
56. Джим Хог
57. Джонсън
58. Джоунс
59. Дикенс
60. Димит
61. Донли
62. Досън
63. Дювал
64. Едуардс
65. Ектър
66. Ел Пасо
67. Елис
68. Завала
69. Запата
70. Ийрад
71. Ийстленд
72. Йоакъм
73. Йънг
74. Калахан
75. Калхун
76. Камерън
77. Карнс
78. Карсън
79. Кас
80. Кастро
81. Кемп
82. Кендъл
83. Кенеди
84. Кент
85. Кимбъл
86. Кинг
87. Кини
88. Клебърг
89. Клей
90. Кокран
91. Колдуел
92. Колин
93. Колингсуърт
94. Колман
95. Колорадо
96. Комал
97. Команчи
98. Кончо
99. Кориел
100. Котъл
101. Коук
102. Кофман
103. Крейн
104. Крокет
105. Кросби
106. Кук
107. Кълбърсън
108. Кър
109. Лайв Оук
110. Лаймстоун
111. Ламар
112. Ламб
113. Лампасас
114. Ла Сал
115. Лавака
116. Лано
117. Либърти
118. Лий
119. Лин
120. Лион
121. Липскомб
122. Ловинг
123. Лъбък
124. Маверик
125. Макленан
126. Маккълък
127. Макмълен
128. Мариън
129. Мартин
130. Матагорда
131. Медина
132. Медисън
133. Мейсън
134. Менърд
135. Мидланд
136. Милс
137. Милъм
138. Мичел
139. Монтгомъри
140. Монтейг
141. Мор
142. Морис
143. Мотли
144. Наваро
145. Накъдочис
146. Нокс
147. Нолън
148. Нюейсис
149. Нютън
150. Олдъм
151. Ориндж
152. Остин
153. Очилтри
154. Пало Пинто
155. Панола
156. Паркър
157. Пармър
158. Пекос
159. Полк
160. Потър
161. Президио
162. Рандал
163. Реал
164. Рефюрио
165. Ред Ривър
166. Рейгън
167. Рейнс
168. Рийвс
169. Робъртс
170. Робъртсън
171. Рокуол
172. Рънълс
173. Ръск
174. Сабин
175. Самървел
176. Сан Хасинто
177. Сан Огустин
178. Сан Патрисио
179. Сан Саба
180. Скъри
181. Смит
182. Стар
183. Стивънс
184. Стоунуол
185. Стърлинг
186. Суишър
187. Сътън
188. Тайтъс
189. Тарънт
190. Тайлър
191. Тейлър
192. Тери
193. Теръл
194. Том Грийн
195. Травис
196. Тринити
197. Трокмортън
198. Уайз
199. Уд
200. Уеб
201. Уийлър
202. Уилбарджър
203. Уилсън
204. Уилъси
205. Уилиямсън
206. Уинклър
207. Уичита
208. Уокър
209. Уолър
210. Уорд
211. Уортън
212. Файет
213. Фанин
214. Фишър
215. Флойд
216. Фолс
217. Форд
218. Форт Бенд
219. Франклин
220. Фрийстоун
221. Фрио
222. Хамилтън
223. Хансфорд
224. Хардин
225. Хардман
226. Харис
227. Харисън
228. Хартли
229. Хаскъл
230. Хауърд
231. Хейл
232. Хейс
233. Хемпхил
234. Хендерсън
235. Хидалго
236. Хил
237. Хокли
238. Хол
239. Хопкинс
240. Худ
241. Хъдспет
242. Хътчинсън
243. Хънт
244. Хюстън
245. Чайлдрес
246. Чеймбърс
247. Чероки
248. Шакълфорд
249. Шелби
250. Шлайхър
251. Шърман
252. Ъптън
253. Ъпшър
254. Ювалди